# Girl's Talk
Girl's Talk est un album de Kara, sorti sous le label Universal Sigma le 24 octobre 2010 en Japon.

## Liste des titres
1. "ジャンピン" (Jumping)
2. "ミスター" (Mister)
3. "ベイビー・アイ・ニード・ユ"ー (Baby I Need You)
4. "スウィートデイズ" (Sweet Days)
5. "SOS"
6. "ラブ・イズ" (Love is)
7. "ビンクス" (Binks)
8. "アンブレラ" (Umbrella)
9. "バーン" (Burn)
10. "ルパン" (Lupin)
11. "ジャンピン" (Jumping) (Smart Sports Ver M/V) (A Ver.)
12. Making of "ジャンピン" (Jumping) (Smart Sports Ver M/V) (A Ver.)
13. Offshot footage from the album cover shoot (A Ver.)
14. "スウィート・デイズ (オリジナル・ヴァージョン)" (Sweet Days (Original Version)) (C Ver.)
15. "ラブ・イズ (オリジナル・ヴァージョン) (Love is (Original Version)) (C Ver.)
16. "ビンクス (オリジナル・ヴァージョン) (Binks (Original Version)) (C Ver.)